# Cartennae
Cartennae (łac. Diocesis Cartennitanus) – stolica historycznej diecezji we Cesarstwie rzymskim w prowincji Mauretania Cezarensis, zlikwidowana w VII w. podczas ekspansji islamskiej, współcześnie w północnej Algierii. Obecnie katolickie biskupstwo tytularne. 

## Biskupi tytularni
| Lp. | Biskup                   | Funkcja                                          | Od                | Do                   |
| --- | ------------------------ | ------------------------------------------------ | ----------------- | -------------------- |
| 1   | Berthold Bühl            | wikariusz apostolski Chiquitos (Boliwia)         | 3 stycznia 1931   | 26 października 1951 |
| 2   | André Jacquemin          | biskup koadiutor Bayeux (Francja)                | 20 grudnia 1951   | 29 października 1954 |
| 3   | Bruno Wechner            | biskup pomocniczy Innsbrucku-Feldkirch (Austria) | 31 grudnia 1954   | 9 grudnia 1968       |
| 4   | József Vajda             | biskup pomocniczy Vác (Węgry)                    | 10 stycznia 1969  | 8 lipca 1978         |
| 5   | José Luis Serna Alzate   | wikariusz apostolski Florencia (Kolumbia)        | 15 listopada 1978 | 9 grudnia 1985       |
| 6   | Tarcisio Pillolla        | biskup pomocniczy Cagliari (Włochy)              | 13 maja 1986      | 3 lipca 1999         |
| 7   | Luigi Infanti della Mora | wikariusz apostolski Aysén (Chile)               | 30 sierpnia 1999  |                      |